# Eunidia variegata
Eunidia variegata là một loài bọ cánh cứng trong họ Cerambycidae.